# 맷 네이선슨
매슈 애덤 네이선슨(영어: Matthew Adam Nathanson, 1973년 3월 28일 ~ )는 미국의 싱어송라이터이다. 그는 포크와 로큰롤 음악이 혼합된 작품을 선보이고 있다. 그는 노래 외에도 어쿠스틱 (때로는 12현)과 일렉 기타를 연주하며, 솔로 및 밴드와 함께 연주했다. 그의 작품에는 플래티넘 인증 곡인 "Come On Get Higher"가 포함되어 있다. 그의 히트곡 중 하나인 "Giants"는 라스베이거스에서 열린 2016년 월드 시리즈 오브 포커의 ESPN 중계 오프닝 음악으로 사용되었다.